# Hongos patógenos de humanos
Los hongos patógenos son hongos que causan enfermedades en humanos u otros organismos. Se sabe que aproximadamente 300 hongos son patógenos para los seres humanos. El estudio de hongos patógenos en los seres humanos se denomina micología médica. Aunque los hongos son eucariotas, muchos hongos patógenos son microorganismos. El estudio de hongos y otros organismos patógenos para las plantas se llama patología vegetal.

## Candida

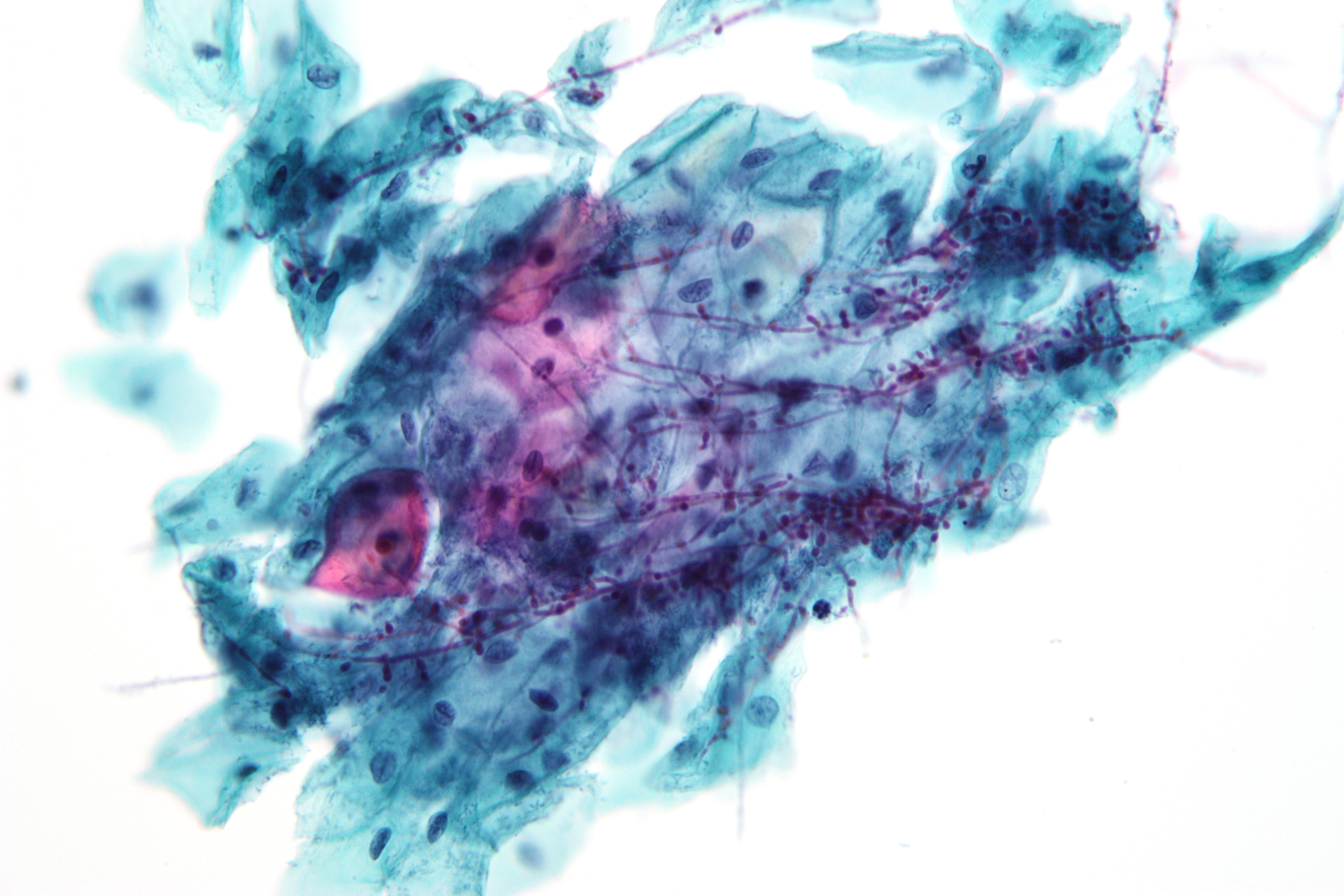
Candida. Prueba de Papanicolau (Pap test). Tinción de Papanicolau.

Las especies de Candida causan infecciones en individuos con sistemas inmunológicos deficientes. Se requiere inmunidad mediada por células (CMI) de tipo Th1 para la eliminación de una infección por hongos. Candida albicans es un tipo de levadura diploide que se encuentra comúnmente en la microbiota intestinal humana. C. albicans es un patógeno oportunista en humanos. Puede ocurrir un crecimiento excesivo anormal de este hongo, particularmente en individuos inmunodcomprometidos. C. albicans tiene un ciclo parasexual que parece estar estimulado por el estrés ambiental.

## Aspergillus

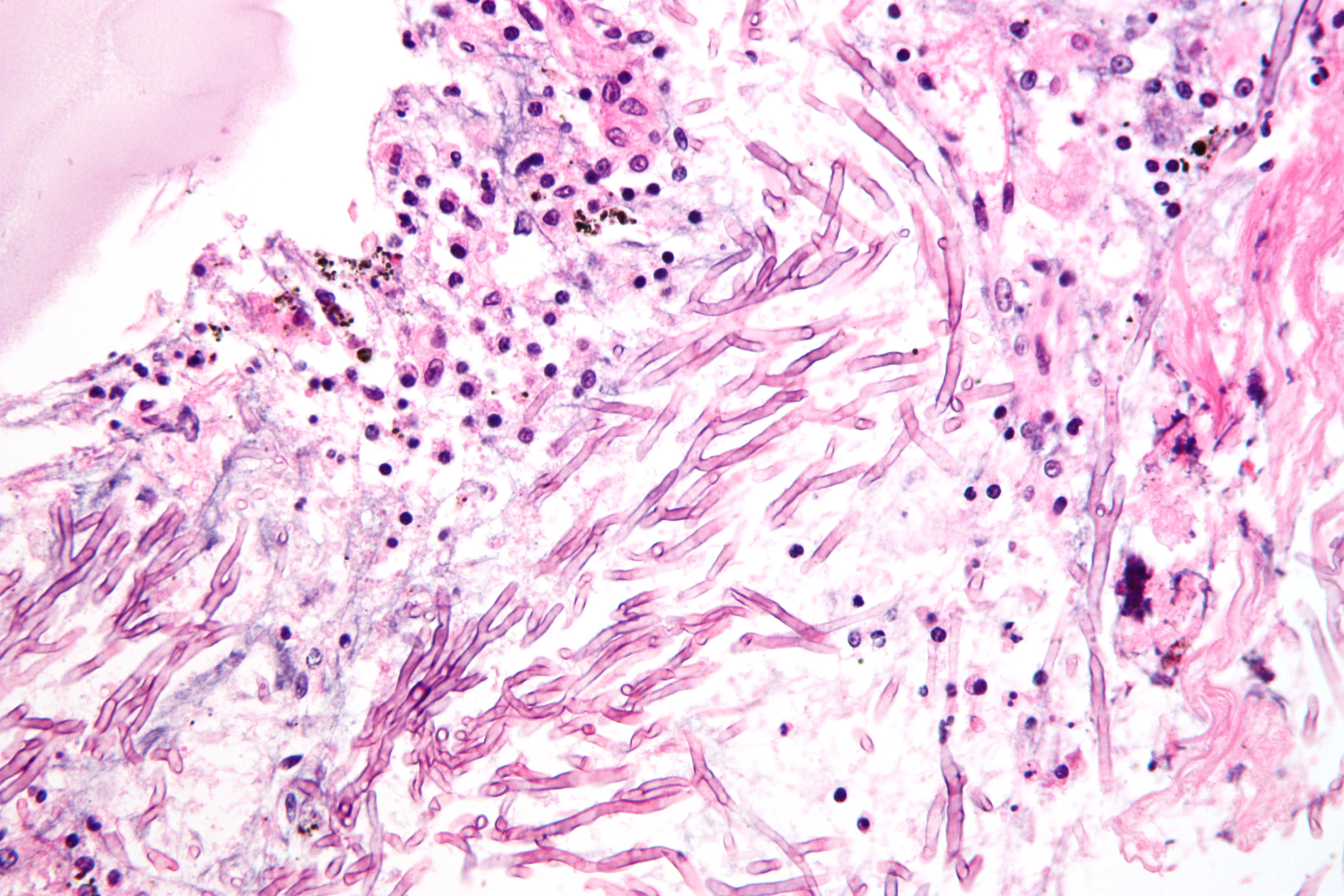
Aspergillosis. Tinción hematoxilina-eosina

Las especies patógenas más comunes son Aspergillus fumigatus y Aspergillus flavus. Aspergillus flavus produce una sustancia conocida como aflatoxina, que es tanto una toxina como un carcinógeno y que potencialmente puede contaminar alimentos como las nueces, cacahuetes, maíz, trigo, y semillas en general. Aspergillus fumigatus y Aspergillus clavatus pueden causar una reacción alérgica a sus esporas o tejidos. Algunas especies de Aspergillus causan enfermedades en los cultivos de cereales, especialmente el maíz, y sintetizan micotoxinas, incluida la aflatoxina. La aspergilosis es el grupo de enfermedades causadas por Aspergillus. Los síntomas incluyen fiebre, tos, dolor de pecho o dificultad para respirar. Por lo general, solo los pacientes con sistemas inmunitarios debilitados o con otras afecciones pulmonares son susceptibles.
Las esporas de Aspergillus fumigatus son ubicuas en la atmósfera. A. fumigatus es un patógeno oportunista. Puede causar una infección invasiva potencialmente letal en individuos inmunodeprimidos. A. fumigatus tiene un ciclo sexual completamente funcional que produce cleistotecia y ascosporas.

## Cryptococcus

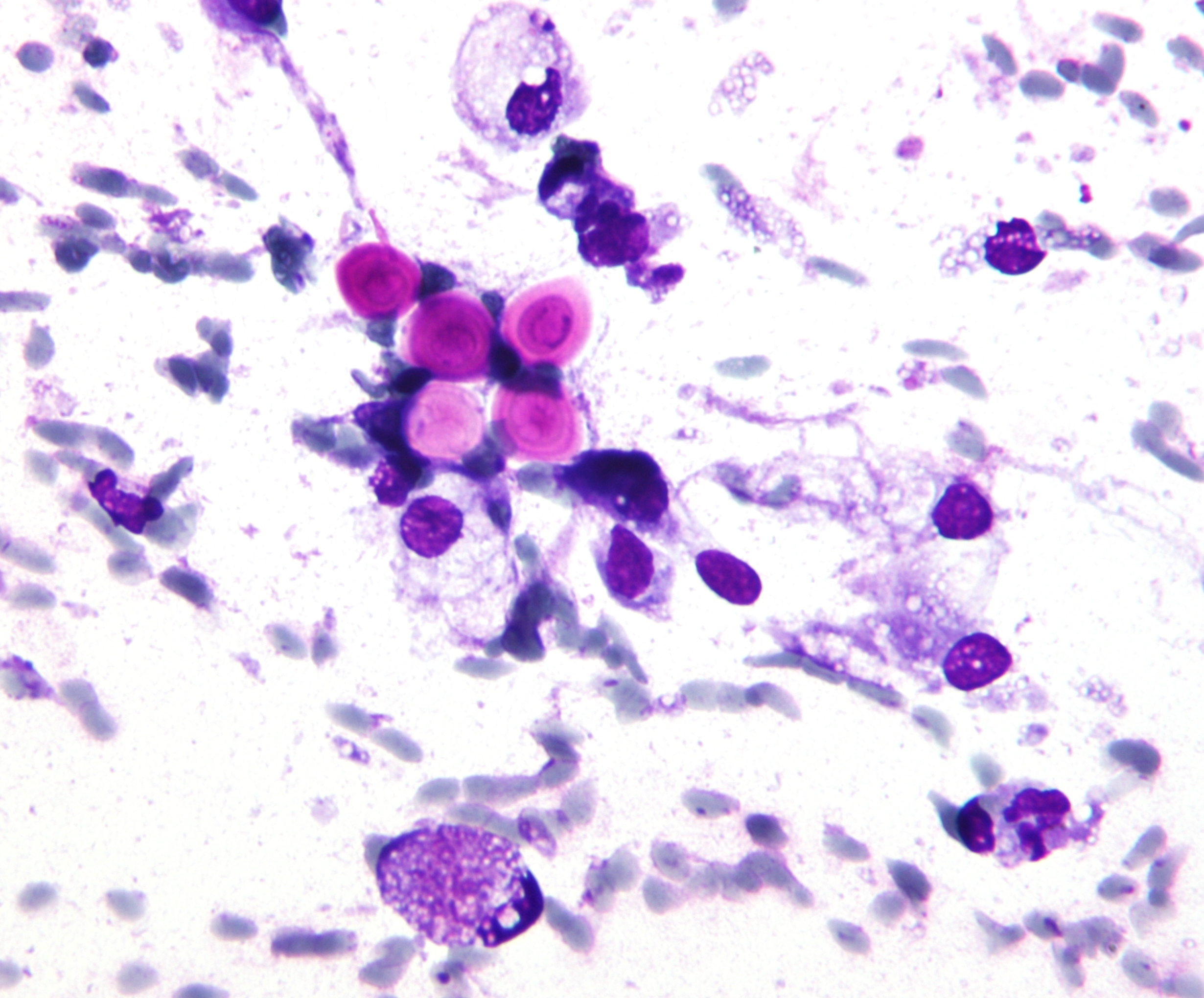
Cryptococcus. Espécimen colectado por FNA (Fine needle aspiration) .Tinción de Field

Cryptococcus neoformans puede causar una forma grave de meningitis y meningoencefalitis en pacientes con infección por VIH y SIDA. La mayoría de las especies de Cryptococcus viven en el suelo y no causan enfermedades en los seres humanos. Cryptococcus neoformans es el principal patógeno humano y animal. Este hongo no presenta ergosterol en su membrana. Se sabe que Cryptococcus laurentii y Cryptococcus albidus ocasionalmente causan enfermedad de moderada a grave en pacientes humanos con inmunidad comprometida. Cryptococcus gattii es endémico de las partes tropicales del continente de África y Australia y puede causar enfermedades en personas no inmunodeprimidas.
Las células infectadas de C. neoformans suelen ser fagocitadas por macrófagos alveolares en el pulmón. Las células invasoras de C. neoformans pueden morir por la liberación de moléculas oxidativas y nitrosativas por estos macrófagos. Sin embargo, algunas células de C. neoformans pueden sobrevivir dentro de los macrófagos.  La capacidad del patógeno para sobrevivir dentro de los macrófagos probablemente determina la latencia de la enfermedad, la diseminación y la resistencia a los agentes antifúngicos. Para sobrevivir en el entorno intracelular hostil del macrófago, una de las respuestas de C. neoformans es regular positivamente los genes empleados en las respuestas al estrés oxidativo. 
Los núcleos haploides de C. neoformans Puede experimentar fusión nuclear (cariogamia) para devenir a un estadio diploide. Estos núcleos diploides entonces pueden experimentar meiosis, incluyendo recombinación, resultando en la formación de haploide basidiosporas que son es capaces de dispersarse. Los eventos de meiosis pueden facilitar la del ADN reparación de C. neoformans en respuesta a los macrofagos.

## Histoplasma

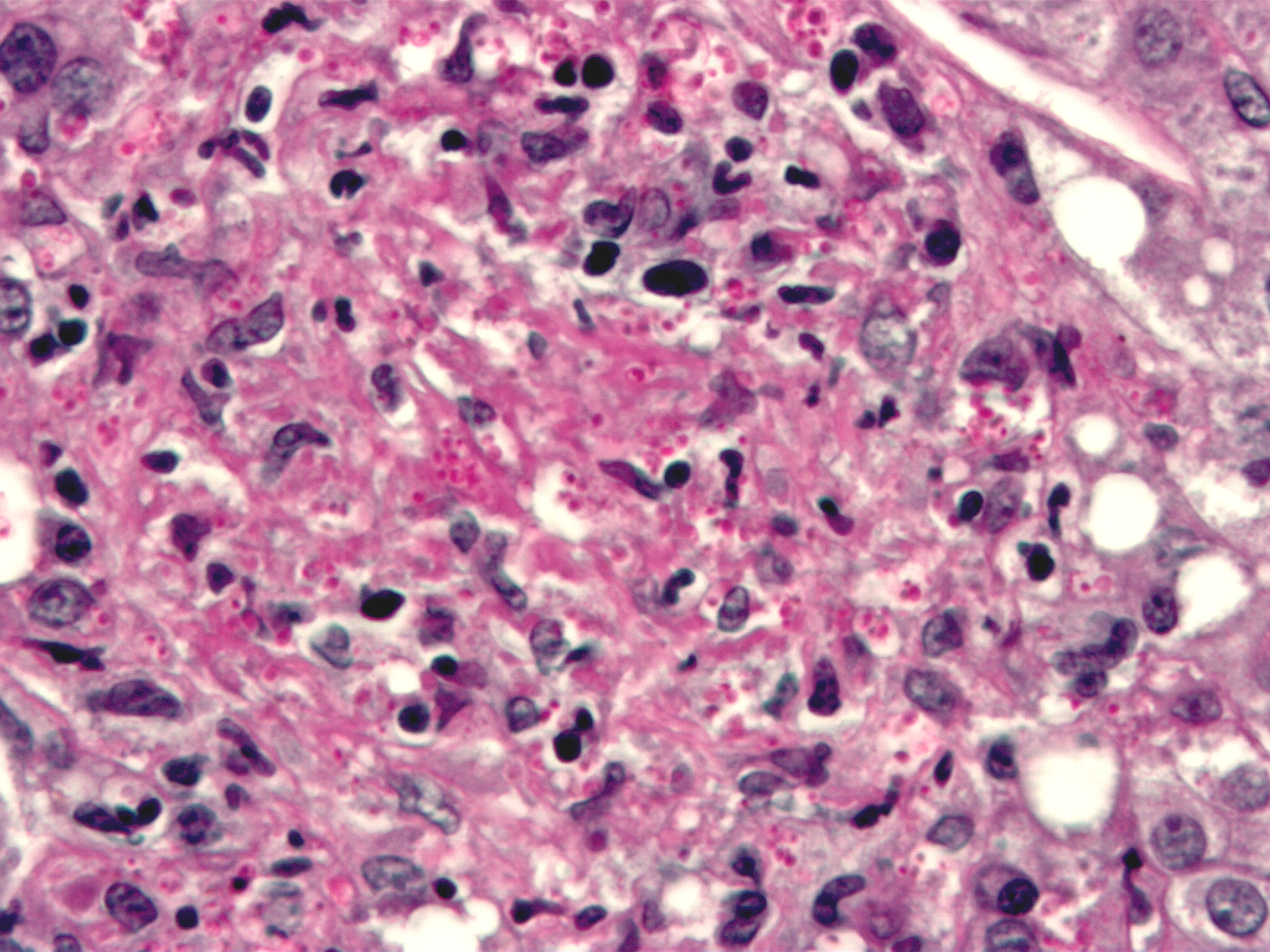
Histoplasmosis. Tinción PASD.

Histoplasma capsulatum puede causar histoplasmosis en humanos, perros y gatos. El hongo es más prevalente en América, India y el sureste de Asia. Es endémica en ciertas áreas de los Estados Unidos. La infección suele deberse a la inhalación de aire contaminado.

## Pneumocystis
Pneumocystis jirovecii (o Pneumocystis carinii) puede causar una forma de neumonía en personas con sistemas inmunitarios debilitados, como niños prematuros, ancianos y pacientes con SIDA.

## Stachybotrys
Stachybotrys chartarum o "moho negro" puede causar daño respiratorio y fuertes dolores de cabeza. Ocurre con frecuencia en casas y en regiones que están crónicamente húmedas.[cita requerida]

## Mecanismos de defensa anfitrión

### Endotermia
La endotermia y la homeotermia de los mamíferos son defensas potentes  inespecíficas contra la mayoría de los hongos. Un estudio genómico comparativo encontró que en los hongos oportunistas hay pocos o ningún rasgo especializado de virulencia relacionado consistentemente con la patogenicidad oportunista de los hongos en humanos, aparte de la capacidad de crecer a 37 °C.

### Tejidos de barrera
La piel, el tracto respiratorio, el tracto gastrointestinal y la inflamación producida por el tracto genital-urinario son regiones corporales comunes de infección por hongos.

### Respuesta inmune
Los estudios han demostrado que los huéspedes con niveles más altos de células de respuesta inmunitaria, como monocitos / macrófagos, células dendríticas y células T asesinas naturales invariantes (iNK) exhibieron un mayor control del crecimiento de hongos y protección contra la infección sistémica. Los receptores de reconocimiento de patrones (PRR) desempeñan un papel importante en la inducción de una respuesta inmune al reconocer patógenos fúngicos específicos e iniciar una respuesta inmune. En el caso de la candidiasis de las mucosas, las células que producen la citocina IL-17 son extremadamente importantes para mantener la inmunidad innata.

## Relación con la extremotolerancia
Una comparación exhaustiva de la distribución de patógenos oportunistas y hongos tolerantes al estrés en el árbol de la vida de los hongos, mostró que la poliextremotolerancia y la patogenicidad oportunista aparece consistentemente en los mismos órdenes de hongos y que la coexistencia de oportunismo y extremotolerancia (por ejemplo, osmotolerancia y psicrotolerancia ) es estadísticamente significativo. Esto sugiere que algunas adaptaciones a entornos estresantes también pueden promover la supervivencia de los hongos durante la infección.

## Más información
- «The Still Underestimated Problem of Fungal Diseases Worldwide». Front Microbiol 10: 214. 2019. PMC 6379264. PMID 30809213. doi:10.3389/fmicb.2019.00214.